# Arma de chispa

Chispas generadas por un mecanismo de chispa

Un arma de chispa (en inglés flintlock) es un término general para cualquier arma de fuego que utiliza un mecanismo de ignición de golpe de pedernal, el primero de los cuales apareció en Europa occidental a principios del siglo XVI. El término también puede aplicarse a una forma particular del mecanismo en sí mismo, también conocida como llave de chispa, que se introdujo a principios del siglo XVII y reemplazó gradualmente a las tecnologías anteriores de encendido de armas de fuego, como la llave de mecha, la llave de rueda y los primeros mecanismos de chispa como el snaplock y el snaphaunce.

## Historia

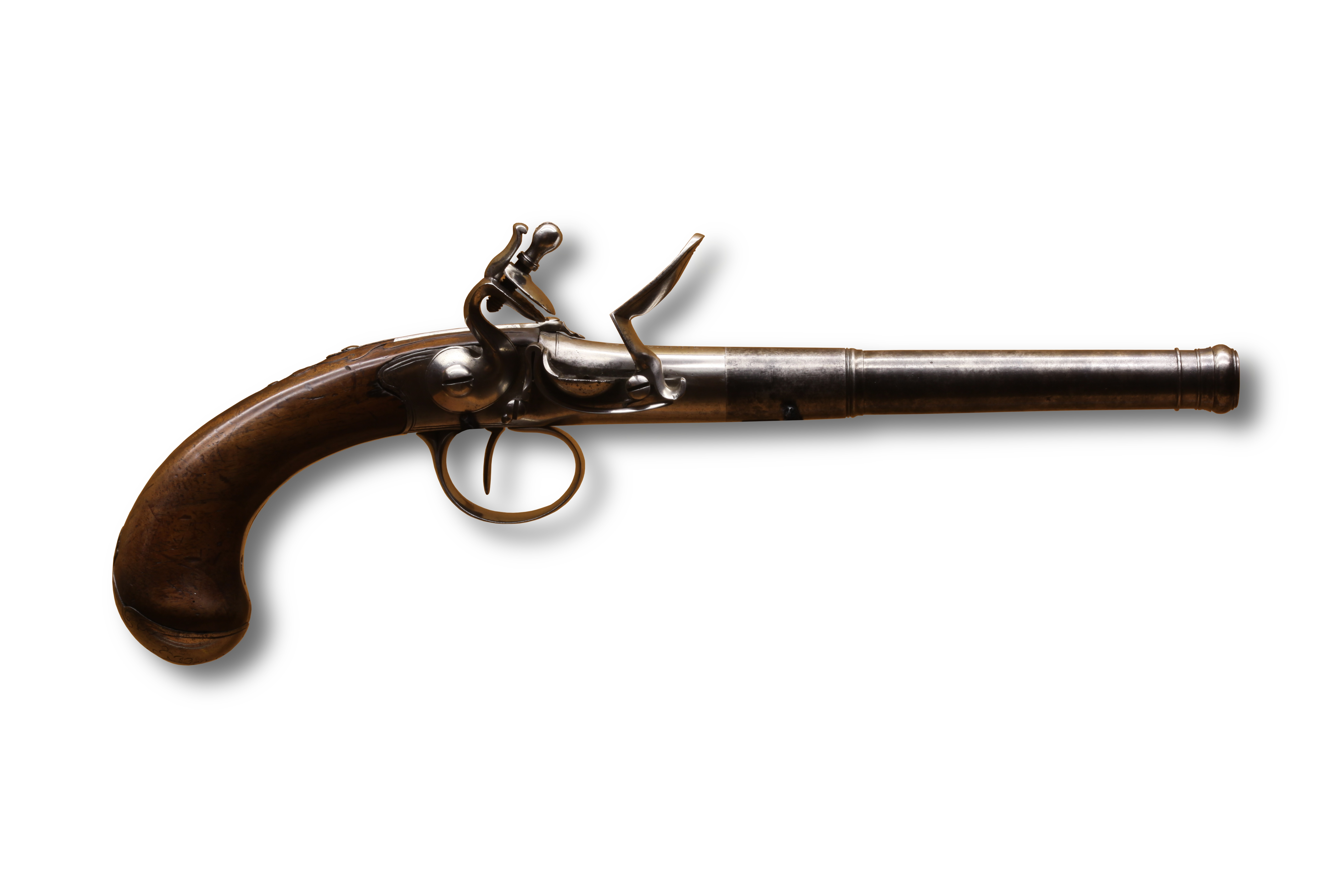
Pistola de chispa con diseño "Queen Anne", fabricada en Lausana por Galliard, alrededor de 1760. En exhibición en el museo militar de Morges.

El armero de la corte francesa Marin le Bourgeoys fabricó un arma de fuego que incorporaba un mecanismo de llave de chispa para el rey Luis XIII poco después de su ascenso al trono en 1610. Sin embargo, las armas de fuego que utilizan algún tipo de mecanismo de encendido de pedernal ya se habían utilizado durante más de medio siglo. El primer proto-fusil fue el snaplock, que probablemente se inventó poco antes de 1517 y sin duda estaba en uso en 1547. Su costo y delicadeza limitaron su uso; por ejemplo, alrededor de 1662, solo 1 de cada 6 armas de fuego utilizadas por el ejército real británico era un snaphaunce, el resto eran de mechas.
La infantería de élite, los exploradores, los guardias de artillería y los particulares en los ejércitos europeos utilizaron armas de chispa de varios tipos durante la mayor parte de los siglos XVI y XVII, aunque las armas de mechas continuaron superándolas abrumadoramente en número. El Ejército de los primeros estados holandeses usó armas de chispa en una escala inusualmente grande, emitiendo armas rápidas para su infantería en la década de 1620 y verdaderas armas de chispa en 1640. Si bien se sabe que los holandeses fueron la primera potencia en adoptar el arma de chispa como arma estándar de infantería, la cronología exacta de la transición es incierta.

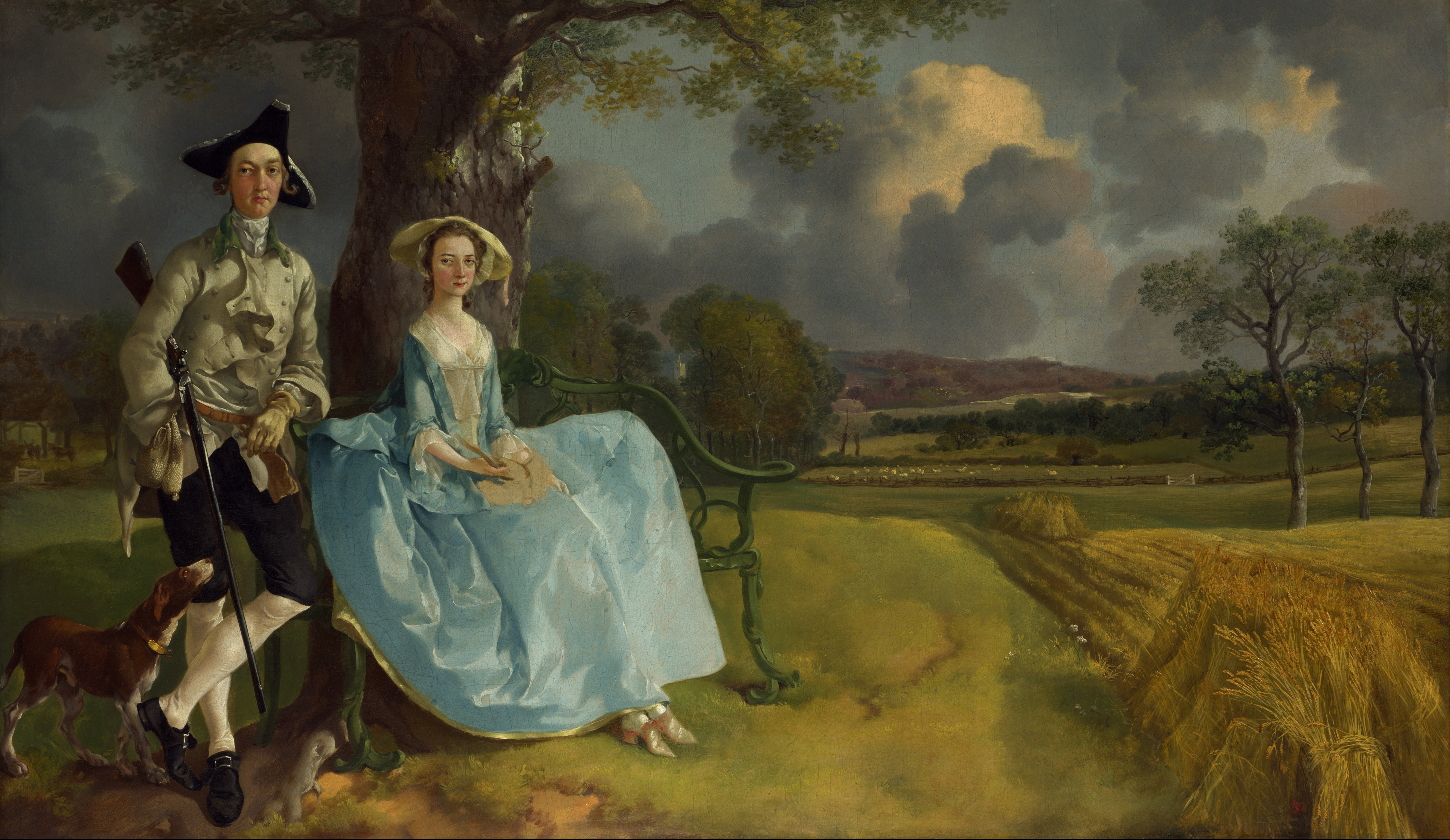
Un caballero inglés alrededor de 1750 con su rifle deportivo de avancarga de chispa, en una pintura de Thomas Gainsborough.

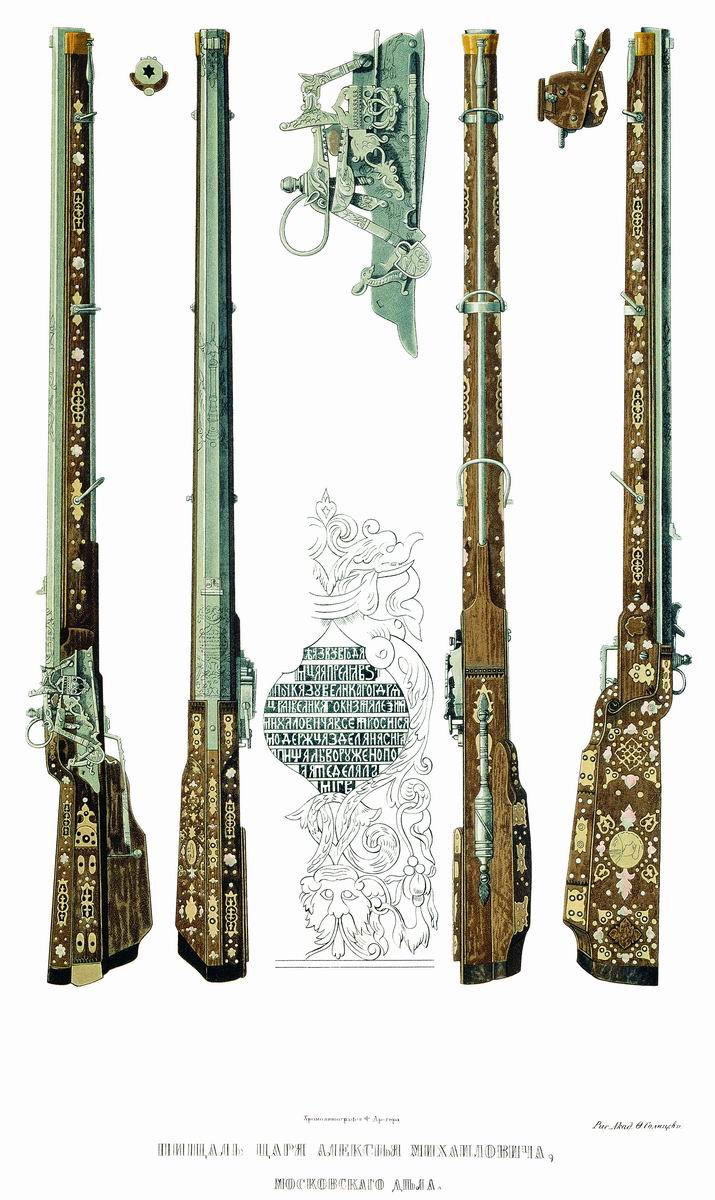
Rifles rusos de chispa fabricados en 1654 por el armero Grigory Viatkin.

El nuevo sistema de chispa se hizo popular rápidamente y se conocía y usaba de varias formas en toda Europa en 1630, aunque los sistemas de chispa más antiguos continuaron usándose durante algún tiempo. Se pueden ver ejemplos de los primeros mosquetes de chispa en la pintura "Marie de 'Medici as Bellona" de Rubens (pintada alrededor de 1622-25). Estas armas de chispa se utilizaron junto con armas de fuego más antiguas, como cerrojos de mecha, cerrojos de rueda y cerrojos de miquelet, durante casi cien años. La última gran potencia europea en estandarizar el arma de chispa fue el Sacro Imperio Romano Germánico, cuando en 1702 el Emperador instituyó una nueva regulación según la cual todos las armas de mecha debían convertirse o desecharse. La llave de chispa "verdadera" era menos costosa de fabricar que las llaves de chispa anteriores, lo que junto con el desarrollo económico general permitió que todos los soldados europeos tuvieran una en el siglo XVIII. En comparación con la mecha anterior, las armas de chispa se podían recargar aproximadamente el doble de rápido, fallaban con mucha menos frecuencia y eran más fáciles de usar en diversos entornos debido al hecho de que no requerían una cerilla encendida. Esto cambió instantáneamente el cálculo del combate de infantería; según un cálculo, una formación equipada completamente con armas de chispa (con cartuchos de papel) podría producir diez veces más disparos en un período de tiempo equivalente que una típica formación de picas y perdigones de principios del siglo XVII equipada con armas de mecha (relación pica:disparó de 3:2 ).
Uno de los más exitosos fue el sistema construido por Isaac de la Chaumette a partir de 1704. El cañón se podía abrir con 3 revoluciones del gatillo, al que estaba unido. El tapón permanecía unido al cañón y la bola y la pólvora se cargaban desde la parte superior. Este sistema fue mejorado en la década de 1770 por el coronel Patrick Ferguson y 100 rifles experimentales utilizados en la Guerra Revolucionaria Americana.
Incluso después de que se hizo dominante en Europa, las armas de chispa no proliferaron a nivel mundial. Las armas de chispa eran mucho más complicadas de fabricar que los simples fusiles de mecha, por lo que los países menos desarrollados continuaron utilizando estos últimos hasta mediados del siglo XIX, mucho después de que Europa hiciera el cambio a finales del XVII. En el subcontinente indio, el toradar de fabricación nativa fue el tipo de arma de fuego más común hasta alrededor de 1830. Los reinos cingaleses produjeron localmente mecanismos de chispa para mosquetes de cañón largo conocidos como Bondikula, conocidos por su culata bifurcada única y su pesada ornamentación. Estos fueron ampliamente utilizados durante los siglos XVII-XVIII. En China, algunas armas de chispa habían sido adquiridas e ilustradas en 1635, pero no fueron adoptadas por el ejército. Un informe británico de 1836 sobre la fuerza militar de la dinastía Qing señaló que todas las armas de fuego chinas eran mechas "mal hechas", sin armas de chispa ni ninguna de las otras "tribus de armas de fuego".
El sudeste asiático estaba en una posición similar a la de China e India. Los vietnamitas fueron introducidos a las armas de chispa por los holandeses en la década de 1680 y compraron algunos a comerciantes europeos. Las armas de chispa comenzaron a aparecer en los arsenales javaneses en la primera década del siglo XVIII y los holandeses comenzaron a suministrar fusiles de chispa a los gobernantes de Surabaya en las décadas de 1710 y 1720. Pero las mechas siguieron siendo prominentes hasta mediados del siglo XIX, y los estados del sudeste asiático generalmente carecían de la capacidad de producir de forma nativa la llave de pedernal. El arcabuz Jiaozhi seguía siendo el arma de fuego principal de los mosqueteros de la dinastía Nguyễn a finales del siglo XVIII. Los birmanos solo obtuvieron una mayoría de armas de chispa en sus fuerzas armadas en la década de 1860 (los reyes birmanos exigían que se les pagara con mosquetes europeos excedentes en lugar de moneda), momento en el que las potencias europeas ya habían pasado a las armas de fuego con percusión.